# AHL 1936/37
Die Saison 1936/37 war die erste reguläre Saison der International-American Hockey League (ab 1940 American Hockey League – AHL), die durch die Fusion der International Hockey League und der Canadian-American Hockey League entstand. Während der regulären Saison sollten die acht Teams jeweils 48 Spiele bestreiten, jedoch mussten die Buffalo Bisons aus finanziellen Gründen bereits nach elf Spielen den Spielbetrieb einstellen. Die fünf besten Mannschaften der Liga spielten anschließend in einer Play-off-Runde um den Calder Cup.

## Reguläre Saison

### Abschlusstabellen
Abkürzungen: GP = Spiele, W = Siege, L = Niederlagen, T = Unentschieden, OTL = Niederlage nach Overtime, GF = Erzielte Tore, GA = Gegentore, Pts = Punkte

Erläuterungen: In Klammern befindet sich die Platzierung innerhalb der Conference;       = Playoff-Qualifikation,       = Division-Sieger,       = Conference-Sieger

#### Reguläre Saison
| East Division         | GP | W  | L  | T | GF  | GA  | Pts |
| --------------------- | -- | -- | -- | - | --- | --- | --- |
| Philadelphia Ramblers | 48 | 26 | 15 | 8 | 149 | 106 | 60  |
| Springfield Indians   | 48 | 22 | 17 | 9 | 117 | 125 | 53  |
| Providence Reds       | 48 | 21 | 20 | 7 | 122 | 125 | 49  |
| New Haven Eagles      | 48 | 14 | 28 | 6 | 107 | 142 | 34  |

| West Division      | GP | W  | L  | T | GF  | GA  | Pts |
| ------------------ | -- | -- | -- | - | --- | --- | --- |
| Syracuse Stars     | 48 | 27 | 16 | 5 | 173 | 129 | 59  |
| Pittsburgh Hornets | 48 | 22 | 23 | 3 | 122 | 124 | 47  |
| Cleveland Falcons  | 48 | 13 | 27 | 8 | 113 | 152 | 34  |
| Buffalo Bisons     | 11 | 3  | 8  | 0 | 22  | 30  | 6   |

### Beste Scorer
Abkürzungen: GP = Spiele, G = Tore, A = Assists, Pts = Punkte, +/- = Plus/Minus, PIM = Strafminuten; Fett: Saisonbestwert
| Spieler        | Team                  | GP | G  | A  | Pts | PIM |
| -------------- | --------------------- | -- | -- | -- | --- | --- |
| Jack Markle    | Syracuse Stars        | 48 | 21 | 39 | 60  | 2   |
| Clint Smith    | Philadelphia Ramblers | 47 | 25 | 29 | 54  | 15  |
| Bryan Hextall  | Philadelphia Ramblers | 48 | 29 | 23 | 52  | 34  |
| Eddie Convey   | Syracuse Stars        | 48 | 12 | 37 | 49  | 82  |
| Jackie Keating | Providence Reds       | 48 | 12 | 31 | 43  | 22  |
| Lorne Duguid   | Providence Reds       | 47 | 20 | 21 | 41  | 16  |
| Norman Mann    | Syracuse Stars        | 46 | 17 | 24 | 41  | 47  |
| Charlie Mason  | Philadelphia Ramblers | 48 | 25 | 15 | 40  | 17  |
| Bazel Doran    | Syracuse Stars        | 48 | 24 | 15 | 39  | 42  |
| Art Jackson    | Syracuse Stars        | 29 | 17 | 21 | 38  | 38  |

## Calder-Cup-Playoffs

### Modus
Für die Play-offs qualifizierten sich die fünf besten Mannschaften der American Hockey League. Während drei Mannschaften in der ersten Play-off-Runde ein Freilos erhielten, traten die anderen zwei qualifizierten Mannschaften ab der ersten Play-off-Runde an. Die erste Play-off-Runde fand im Modus Best-of-Three statt, sowie anschließend die Zweitrundenserie zwischen Philadelphia und Springfield. Das Finale selbst, sowie die Zweitrundenserie von Syracuse und Pittsburgh wurden hingegen im Modus Best-of-Five ausgespielt.

### Play-off-Übersicht

#### Erste Runde
- Freilos für die (E1) Philadelphia Ramblers, (W2) Pittsburgh Hornets und (W1) Syracuse Stars
- (E2) Springfield Indians – (E3) Providence Reds 2:1

#### Zweite Runde
- (E1) Philadelphia Ramblers – (E2) Springfield Indians 2:0
- (W1) Syracuse Stars – (W2) Pittsburgh Hornets 3:2

#### Finale
- (W1) Syracuse Stars – (E1) Philadelphia Ramblers 3:1

### Calder-Cup-Sieger
| Calder-Cup-Sieger Syracuse Stars | Torhüter: Phil Stein Verteidiger: Jack Church, Jack Howard, Jerry Shannon Angreifer: Murray Armstrong, Max Bennett, Mickey Blake, Eddie Convey, Bazel Doran, Art Jackson, James Jarvis, Norm Locking, Norman Mann, Jack Markle, George Parsons Cheftrainer: Eddie Powers General Manager: John C. Johnston |

## Vergebene Trophäen

### Mannschaftstrophäen
| Auszeichnung                                                            | Team           |
| ----------------------------------------------------------------------- | -------------- |
| Calder Cup Gewinner der AHL-Playoffs                                    | Syracuse Stars |
| F. G. „Teddy“ Oke Trophy Bestes Team der West Division, reguläre Saison | Syracuse Stars |